# چاندرا لکها (فیلم ۱۹۹۸)
چاندرا لکها (به انگلیسی: Chandralekha) فیلمی هندی محصول سال ۱۹۹۸ و به کارگردانی کریشما وامسی است. در این فیلم بازیگرانی همچون آکینی ناگرجونا، رامیا کریشنان، ایشا کوپیکار و سانجی دات ایفای نقش کرده‌اند.
این فیلم بازسازی فیلم مالایالم چاندرا لکها می‌باشد.